# El Salto, Malinaltepec
El Salto är en ort i Mexiko.   Den ligger i kommunen Malinaltepec och delstaten Guerrero, i den sydöstra delen av landet, 270 km söder om huvudstaden Mexico City. El Salto ligger 1 020 meter över havet och antalet invånare är 253.
Terrängen runt El Salto är kuperad åt sydväst, men åt nordost är den bergig. Runt El Salto är det ganska glesbefolkat, med 43 invånare per kvadratkilometer. Närmaste större samhälle är Tilapa, 1,3 km sydväst om El Salto. I omgivningarna runt El Salto växer i huvudsak städsegrön lövskog.